# Кузьмин, Валентин Григорьевич
Кузьмин Валентин Григорьевич (30 августа 1925 года, г. Киев УССР, — 29 августа 2011 года, г. Нальчик) — российский и советский писатель, переводчик и общественный деятель. Заслуженный работник культуры РСФСР (1985).

## Биография
Родился в Киеве в 1925 году. Детство и юность провёл в Севастополе. Участник Великой Отечественной войны с 1943. Учился в Могилевском пехотном училище. Через 8 месяцев попал на фронт. Участник битвы за Днепр. Был ранен , попал в Госпиталь. После госпиталя закончил курсы мотористов . Служил в 650 бомбардировочном полку Рижской дивизии.  Участвовал в Берлинской операции. Награждён Орденом Отечественной войны.  В 1948 экстерном окончил Кабардинский педагогический институт. Проживал в городе Нальчике.
Перевёл на русский язык произведения кабардинских и балкарских писателей: А. Шомахова, Ад. Шогенцукова, А. Налоева, Э. Гуртуева.
Был редактором издательства "Эльбрус".  Член Союза писателей СССР (1964) и Союза журналистов СССР (1962).
Книга "Сокровище нартов: Из кабардинских и балкарских сказаний о богатырях-нартах" вошла в состав 100 книг для школьников, перечня книг по истории, культуре и литературе народов Российской Федерации , рекомендованный Министерством образования и науки России учащимся средних школ для самостоятельного чтения.

## Сочинения
- «Мы с Сергеем». (1986)
- «Рассказ мальчика из города Нальчика» (1966)
- «Галочка» (1958)
- «Без отца» (1960)
- «Горские сказка народов Кавказа» (1974) (в пересказе Кузьмина)
- «Своя ноша» (1984)
- «Трамвай издалека, или Благополучная жизнь» (1995)
- «Мой дом – не крепость» (1980)
- «Божий хмель» (2009)
- «Под знаком Девы» (2011) [2]. Героиня книги Евгения Стржелецкая - прабабка Кузьмина В.Г.

## Почетные звания
- Заслуженный работник культуры РСФСР (1985)[3].